# Hal Uplinger
Harold Francis "Hal" Uplinger (nacido el 30 de septiembre de 1929 en Jersey City, Nueva Jersey y fallecido el 1 de febrero de 2011 en Los Ángeles, California) fue un jugador de baloncesto estadounidense que disputó una temporada en la NBA. Con 1.93 metros de estatura, jugaba en la posición de base. Posteriormente fue productor de televisión, siendo su trabajo más destacado la producción del concierto benéfico Live Aid que organizaron Bob Geldof y Midge Ure.

## Trayectoria deportiva

### Universidad
Jugó durante su etapa universitaria en los Blackbirds de la Universidad de Long Island, habiendo jugado previamente en el Los Angeles Community College y en la Universidad de Arizona.

### Profesional
Fichó en 1953 por los Baltimore Bullets de la NBA, con los que disputó una temporada, en la que promedió 3,7 puntos, 1,3 rebotes y 1m1 asistencias por partido.

## Estadísticas de su carrera en la NBA

### Temporada regular
| Temporada | Edad | Equipo            | Liga | Pos. | P  | TIT | MIN  | TC  | TCA | %TC  | 3P | 3PA | %3P | TL  | TLA | %TL  | R.OF. | R.DEF. | REB | ASIS | ROB | TAP | PER | FP  | PTS |
| 1953-54   | 24   | Baltimore Bullets | NBA  | SG   | 23 |     | 11.7 | 1.4 | 4.1 | .351 |    |     |     | 0.9 | 1.0 | .909 |       |        | 1.3 | 1.1  |     |     |     | 1.8 | 3.7 |
| Total     |      |                   | NBA  |      | 23 |     | 11.7 | 1.4 | 4.1 | .351 |    |     |     | 0.9 | 1.0 | .909 |       |        | 1.3 | 1.1  |     |     |     | 1.8 | 3.7 |